# Херсонский арбуз
Херсонский арбуз — сорт и разновидность арбуза, а также географически защищённая торговая марка и одна из достопримечательностей Херсонской области Украины.
В советском бахчеводстве херсонский арбуз рассматривался как сорт кормового арбуза.

## История
В период 1860—1870 годов на юге Российской империи исторически сформировались кременчугский и херсонский (включающий города Херсон и Одессу) районы товарного бахчеводства, продукция которых экспортировалась не только в пределах империи, но и в Западную Европу. В 1910 году в херсонском районе товарного бахчеводства площадь посевов бахчи занимала свыше 40 тысячи десятин (около 37 тысяч гектар). Развитию херсонского района способствовало наличие водного пути по реке Днепр, железные дороги и благоприятные климатические условия. Продукция бахчеводства экспортировалась в Санкт-Петербург, Москву, Киев, Варшаву и другие районы. По подсчётам советского исследователя Г. А. Кобзаря, из Херсона и других пристаней нижнего Днепра вывозилось ежедневно не менее 140—250 вагонов арбузов и дынь в августе и сентябре.

## Ботаническое описание
Херсонский арбуз является среднеспелой ягодой, от всходов до созревания как правило проходит 82—96 дней. Урожайность высокая, около 270 центнеров с 1 гектара. Согласно данным издания «Бахчеводство» 1959 года, был зарегистрирован урожай 1270 центнеров с 1 гектара на освоенных песчаных почвах. Херсонский арбуз слабо поражается антракнозом.